# وندی باری
وندی باری (انگلیسی: Wendy Barrie؛ ۱۸ آوریل ۱۹۱۲ – ۲ فوریهٔ ۱۹۷۸) یک هنرپیشه اهل بریتانیا-ایالات متحده آمریکا بود. وی بین سال‌های ۱۹۳۲ تا ۱۹۶۲ میلادی فعالیت می‌کرد.

## بخشی از فیلمشناسی
از فیلم‌ها یا برنامه‌های تلویزیونی که وی در آن نقش داشته‌است می‌توان به آثار زیر اشاره کرد.
- زندگی خصوصی هنری هشتم (۱۹۳۳)
- وجه نقد (فیلم ۱۹۳۳) (1933)
- سرعت (فیلم ۱۹۳۶) (1936)
- بن‌بست (1937)
- درنده باسکرویل (1939)

## مرگ
او در سال 1978 در انگلوود، نیوجرسی، در سن 65 سالگی به دنبال سکته ای که چندین سال او را ناتوان کرده بود، درگذشت. او در قبرستان کنسیکو در والهالا، نیویورک به خاک سپرده شد.